# 貯金大冒險
《貯金大冒險》（台灣名為《可樂小子》）是樫本學原作的冒險題材日本漫畫。在2000年4月號到2006年11月號的《快樂龍》雜誌上連載，單行本全15卷。亦曾改編為電視動畫和電視遊戲。

## 概要
榮獲第48回小學館漫畫賞。是由學級王山崎的作者樫本學隔了一段時期後再次連載的冒險漫畫作品，亦是該作者被連載時間最長的作品。要說起來，它是比較接近感動系的漫畫，不過也包含著喜劇要素。

## 主要內容
- 各貯金戰士用稱為貯金箱的容器(亦有一些活的貯金箱)積蓄禁幣，用禁幣貯滿貯金箱令貯金王出現使自己能實現一個願望。
- 主角薯餅的父親漢堡被黑斗篷的男人殺死，為了復活父親，薯餅成為了貯金戰士，與朋友們一起進行積蓄禁幣的冒險。

## 登場人物

### 主要人物
薯餅（聲：加藤奈奈繪／香港：沈小蘭）
本故事的主人翁。性格樂觀開朗，而且堅強。身後帶著一個重量高達三隻長毛象的大鎚，擁有一頭紫色的頭髮，是傳說的貯金戰士漢堡的兒子。
兒時經常跟在漢堡身邊修煉，學會漢堡拳，不過後來漢堡被黑斗篷的男人襲擊，為了保護薯餅，而犧牲了自己的生命，自此以後，薯餅為了令父親漢堡復活，而發誓成為最強貯金戰士。
絕招
- 「漢堡拳」是薯餅爸爸教他的拳法，將力量集中在拳頭上，然後向敵人打出，威力十分強大。
- 「漢堡擊」左右兩隻手同時打出漢堡拳。
- 「108漢堡拳」模仿忌廉燴飯的108飛踢腿，即是在數秒內，雙手連續打出108拳漢堡拳，可以對敵人造成極大的傷害。
- 「巨鎚掌」把重量高達三隻長毛象的大鎚向敵人打出
- 「巨鎚伸」把大鎚伸長，可以攻擊較遠處的敵人。

肉餅（聲：笹本優子／香港：黃鳳英）
薯餅的豬型貯金箱，是罕有的有生命貯金箱。薯餅在障礙生存戰獲得了冠軍的時候曾經因為貯滿禁幣而粹裂，後來薯餅拜託貯金王令其復活，並再不會因為貯滿而破碎。
肉餅以前是漢堡的貯金箱，因為漢堡被黑斗篷的男人殺了的時候肉餅被打破了，背面有很大的傷痕，所以用透明膠一樣的東西粘貼著。
漢堡（聲：小山力也、石川靜（少年）／香港：林保全）
薯餅的父親，傳說的貯金戰士。左眼的傷痕是為了救芝士火鍋，被敵人突襲而受傷的。後來漢堡被黑斗篷的男人襲擊，為了保護薯餅，而犧牲了自己的生命。經常教導薯餅在任何時候都不要放棄，對薯餅而言，漢堡是他的精神支柱。
辣醬（聲：松本保典／香港：梁偉德）
薯餅認識的第一個同伴，一隻穿著紫色西裝的貓，頸上繫著一個金色的鈴，貯金箱是一個公事包。
他是一個分析力強，而且可靠的同伴，小時候是一個扭蛋神童。
辣醬的初戀發生在他念高中二年時，當時班上來了一個叫牛奶的插班生，辣醬對她一見鍾情，但不久牛奶的父親因公事原故，而又需要轉校，自此，兩人分開了。後來辣醬長大後，重遇牛奶，不過牛奶當時已經成家立室了。
絕招
- 「閃電飛爪」

忌廉燴飯（聲：保志總一朗／香港：黃榮璋）
長有一頭銀色的頭髮，頭上繫上一條頭巾，腿功了得，擁有驚人的彈跳力，外表冷酷。
主廚王國的王子，過著幸福的生活，不過，有一天，一班自稱干魚子軍團的人，把他的父王和王后抓住，還把他趕出主廚王國，被奪取了國家的忌廉燴飯，為了取回王國而成為貯金戰士，把主廚王國的國旗，繫在頭上作為取回主廚王國的決心。貯金箱是王冠型的。
絕招
- 「108飛踢腿」從數秒鐘踢出108腳。
- 「魂加農踢」把力量集中在右腳，然後踢出，威力無窮，可由手指控制方位而向敵人作出攻擊。
- 「108飛踢腿加強版」在108飛踢腿之中加入虛招，以分散敵人的注意力。
- 「108飛踢腿 - 全力爆發」將108飛踢腿中的每一腳都增強力量，使威力大大增加。

糖糖（聲：清水愛／香港：鄭麗麗）
擁有一頭金髮，身穿一身綠色上衣以及短裙。她都有一個罕有的有生命貯金箱叫甜甜，是一隻鰐魚。
薯餅的經理人及同伴，旅程中本來一直也把自己是貯金戰士的身份保密，到後來運送夢幻金幣到煲仔飯公國時才揭露貯金戰士身份，令人驚訝，人稱貯金界的「七色珍珠公主」。
小時候父親是道場教練，她每天都會到道場練習，而道場的副教練－栗子跟她關係要好，後來糖糖喜歡了他，不過栗子只當她是小妹妹看待。因此糖糖希望成為大人，跟栗子永遠在一起。
絕招
- 「彩虹珍珠銀河鑽」

布丁普林（港：布甸普林）（聲：岩田光央／香港：黃榮璋）
戴有一個蒙面罩，手上經常拿著一條裝有「臭臭」的榭枝，貯金箱是一個粉紅色的錢袋。性格膽小又自私，不過最愛出風頭，經常裝作隊長，指揮同伴。
本身是一個十分英俊溫柔的少男，不過他卻因討厭自己那看似弱小的外貌，而戴上一個會令人覺得醜陋的蒙面罩，希望成為一個強壯健碩的堂堂男子漢。
絕招
- 「圈套臭臭」把手上的臭臭放在地上令敵人黏住。
- 「臭臭攻擊」不規則地向敵人亂發。

芝士火鍋（聲：堀內賢雄／香港：陳卓智）
身穿一身黑斗篷，頭上戴著一頂紳士帽，長有紅色的頭髮，背上經常帶著一個棺才。
是漢堡的徒弟，一個兄弟姊妹都沒有，漢堡像是他的父親和兄長一樣，最後為了薯餅而死。
絕招
- 「紅色閃光」

### 障礙生存戰角色
大褔餅（聲：中村大樹／香港：陳廷軒）
腰力強勁，伸縮自如，皮膚又白又滑，是個為同伴默默耕耘的人。
絕招
- 「伸長彈」

T骨扒（聲：鈴木千尋／香港：陳卓智）
帶著一條「骨頭雙截棍」，頭上戴著一頂插著骨頭的紅帽，穿上一身綠色的工人衣。性格懶惰，不過力量不錯，是個可靠的同伴，會變身的貯金戰士，高速揮動雙截棍時，經常失手，而且總是打到布丁普林。他亦是個大笨蛋，小時候讀書的成績是全班最尾。
看見圓月時能變身為小狗，力量會增強幾十倍。看見日蝕時會變身為松鼠，能力比小狗強。看見流星則變成大象，比平常弱很多。
絕招
- 「鈣衝擊」

榴槤王
身穿以綠色上衣加橙色長褲，戴著黑超的鬍鬚男子，他是多位子女的家長，為了保護子女，而希望變強，因此自願把身體被改裝成機械，擁有一個手榴彈型的貯金箱。
絕招
- 「榴槤王連環砲」被改裝成機械的手，可以連環發出多次手指砲。

串燒豬肉
障礙生存戰的參賽者之一，一身武士的造型，背著一把大刀，在薯餅們運送夢幻金幣時曾協助他們。
絕招
- 「銀型飛標」將身體高速轉動，令身體變成飛標一樣刺向敵人。

銀魚
擁有三段變身能力，變成三種不同形態行動，帶著髏骷型的貯金箱，性格奸險，笑起來極之邪惡。
- 第一形態，外表弱質纖纖，身穿校服，背著一個書包，擁有黃色的瞳孔，力量驚人。相比第二、三形態力量和速度都較普通。
- 第二形態，身穿黑斗蓬，戴著紳士帽和面具，手拿著光劍，也就是殺死薯餅爸爸的兇手。力量較第一形態強大，不過速度就較慢。
- 第三形態，是他的究極形態，全身都是藍色的膚色，眼睛又圓又大，十分可愛的樣子。力量和速度是三種形態之中最強勁。

絕招
- 「完全再生」，把自己的皮脫下，身體上所有的傷痕便會自動消失。
- 「火球爆獄」，將所有力量集中在頭部，然後以極快的速度撞向敵人。

韮菜雞潤
長有紅髮以及一身綠色膚色，像個爬蟲類一樣的戰士。
障礙生存戰中成功進入八強的參賽者之一，不過因銀魚的詭計而無法戰鬥，自動退出比賽。

### 夢幻金幣爭奪大賽角色
維也納腸(cv：皆川純子）
他長有一頭緣色的長髮，以及一身白哲的皮膚。他是夢幻金幣爭奪大賽煲仔飯公國隊的隊長。
被稱之為「風的知音人」，他與風成為好朋友，能夠隨時隨地呼喚風出來幫助他，希望建立一個大眾朋友樂園，讓全部小孩子都可以開開心心地一起玩樂。
絕招
- 「風之歌無風生有」舉起右手手指呼喚風，風便會出來協助他處理一些小事。
- 「風之交響樂」指揮風合奏一首美麗的旋律，破壞力十分驚人。

洛雁
頭光的肌肉型中年漢，身穿一身黑色的衣服，經常戴著一副黑超，外表嚴肅，而且身材高大。口頭蟬:「要清脆利落地......」
他是星星糖黨的幕後主腦，力量和速度都非常強勁，他只要把身上黃色、紅色、藍色三款星星糖放進口中，手臂甚至全身就會變成各種形態的鐵。
絕招
俄羅斯菜湯
他擁有一身粉紅色的皮膚，人稱「貯金界的蜘蛛人」，擅長控制蜘蛛絲來攻擊敵人。
絕招
- 「魔鬼蜘蛛絲」雙手向敵人噴射出兩條蜘蛛絲，可以把敵人牢牢地黏在地上。
- 「魔鬼蜘蛛棒」將多條蜘蛛絲合成一條強硬的蜘蛛捧，硬度是鑽石的五百倍。

千層糕
披著一身深紅色的斗蓬，身份以及真面目都來歷不明，是由壽喜燒王國特意招攬來參戰的。
與辣醬對戰時，曾以他的初戀－牛奶的身份出現。
肥油米
頭上戴著一頂藍色的圓帽，披著橙色毛背心的肌肉男，一心成為世上最厲害的貯金戰士。
自障礙生存戰後，遇到一個奇怪老人，便開始跟他接受修煉，後來被游說購買一件超能戰士，因此需要分期付款三十五年。
絕招
- 「超能爆炸飛腿」
- 「超能飛拳」
- 「超能恆星激光」超能戰士雙肩的大砲，向敵人高速地射出，威力十分強大。
- 「超能爆炸光」超能戰士腰部的大砲，向敵人高速地射出，威力亦十分強大。

### 其他角色
波波
障礙生存戰以及夢幻金幣爭奪大賽的大會司儀波波，會經常因比賽不同的題目而更換衣服。有一名妹妹名叫蒂多，兩人均是前貯金戰士芋頭的孫女。
芋頭
一身紫白色西裝的打扮，戴上一副紅色的眼鏡，頭上紮了兩條小辮。有兩名孫女分別是波波和蒂多。
是世上唯一一個成功把貯金箱貯滿召喚貯金王的貯金戰士，是史上最強的貯金戰士。他求貯金王讓他成為全世界講無聊笑話第一的高手。

## 集數內容
比賽場地
馬加丹美亞島
比賽內容
在島的範圍之內，用盡方法，將敵人頭上的氣球弄破。弄破的氣球，會發出一些特別的粉未，如果觸摸到粉未就會被石化三年，剩餘的三十參賽者可以得到進入下一回合的資格。擁有資格的參賽者需於限時內到達島上果仁山山頂集合，遲到的參賽者會被取消資格。
比賽場地
島上果仁山山頂所設立的場地。
比賽內容
各參賽者被分為熊先生隊、兔先生隊、象先生隊、貍貓先生隊、猴先生隊以及球魚先生隊，避過場地內設置的各機關，搜集咖哩、豬肉、紅蘿蔔、洋蔥、薯仔等五種煮咖哩所需要的材料，然後走到場地上的天台廚房，用所搜集的材料烹調一碟能通過大會司儀波波的咖哩飯。
比賽場地
一個圖騰柱擂台，高度可以媲美有一座山。
比賽內容
由於芝士火鍋以及榴槤王無法繼續比賽的關係，剩餘的八位參賽者將會進行四強逃汰賽，各參賽者在公仔機中夾一個娃娃，然後大會將會用各參賽者手上的娃娃來進行抽籤分組，參賽者只要把敵人的娃娃奪走，便為之勝利。
比賽場地
一棵豌豆榭
比賽內容
兩組的兩位參賽者以最快的速度爬到豌豆榭上把屬於自己的公仔取回，不過參賽者可以在豌豆榭上盡情攻擊敵人，最快把公仔帶到地面的參賽者，可以順利進入決賽。
比賽場地
與四強逃汰賽一樣是圖騰柱擂台，不過場地內多設置了兩個龍門。
比賽內容
兩位參賽者把自己的娃娃放到五個禮物盒的其中一個，然後走到擂台上，只要把敵人打進龍門內就可以得到一次打開禮物盒的機會，最先找到敵人的娃娃就為之勝出障礙生存戰，獎品是可以得到很多很多金幣。
障礙生存戰過後，煲仔飯公國派了一個名叫燒豆腐先生的使者，本來燒豆腐先生是希望請漢堡先生來為他們的煲仔飯公國出戰夢幻金幣爭奪大賽，不過可惜漢堡先生已經去世，因此薯餅他們便成為煲仔飯公國的代表，出戰夢幻金幣爭奪大賽。
比賽場地
去年勝出的國家－壽喜燒王國的比賽場地。
比賽內容
壽喜燒王國和煲仔飯公國每一百年就會進行一次夢幻金幣爭奪大賽，目的是決定之後的一百年間由那個國家保管象徵和平以及友好的夢幻金幣，每隊派出五位貯金戰士，進行一對一對戰，首先勝出三場比賽的國家就可以得到夢幻金幣的保管權。

## 電視動畫版
從2003年4月7日到2005年3月27日在東京電視台播出。
01.我是貯金戰士薯餅！
02.神秘貯金戰士忌廉燴飯！
03.大混戰！船上面的貯金戰士戰鬥！
04.激戰開始！障礙生存戰！
05.恐怖的蒙面貯金戰士布甸普林！
06.最强最惡！红獅山隊！
07.復活！地獄軍團復活啦！
08.惡夢再現！黑斗篷男人！
09.超级决定！最後8强！
10.激戰！薯餅VS忌廉燴飯！
11.爆裂！魂加龍踢！
12.激鬥！伸長彈VS恐怖大王！
13.驚嚇！滿月的野獸！
14.恐怖戰鬥！魔卡！
15.激烈上空！一萬公尺的决戰！
16.激斗！薯餅VST骨扒！
17.决战！薯餅VS銀丸！
18.激震！無敵之完全再生！
19.大结局！障礙生存戰！
20.出現啦！他就是貯金王！
21.登場！風之貯金戰士－維也納腸！
22.夢金大賽！開幕！
23.肥油米的攻擊！
24.薯餅VS忌廉燴飯！
25.神秘貯金戰士千層糕！
26.比賽结束！重新踏上旅程！
27.邪惡的秘密團體！星星糖黨！
28.背叛者！布甸普林！
29.温泉！糖糖的真面目！
30.危險！貯金戰士！
31.神秘猫耳！卡門貝！
32.維也納腸！随風而去！
33.再會！
34.大量金幣！红辣椒島！
35.金瓶，酸梅，西拉牛排！
36.布甸普林再次做背叛者！
37.好多陷阱！好多金幣！
38.復活！大魔王苦瓜！
39.貯金王！會不會現身呢！
40.挑戰！下一任王者誰屬賽！
41.新朋友！椰菜頭！
42.恐怖荒鹫！搓担担面！
43.水中戰鬥！椰菜頭VS俄羅斯馅饼！
44.愛的戰士！布甸普林！
45.好多個布甸普林呀！
46.激戰！漢堡拳VS漢堡拳！
47.最深奥的绝招！烏冬拳！
48.頂峰决戰！忌廉燴飯VS！
49.怒吼！愤怒的王國救星！
50.我是國王！

### 播放時間
- 2003年4月7日-2004年3月29日:星期一18:30-19:00
- 2004年4月4日-2005年3月27日:星期日10:00-10:30

## 外部連結
- 動畫貯金大冒險！主頁（小學館）（日語）
- 貯金大冒險！綜合網站 （页面存档备份，存于）（コナミ）（日語）

## 作品變遷
| 無綫電視翡翠台 星期日10:00－11:00     | 無綫電視翡翠台 星期日10:00－11:00            | 無綫電視翡翠台 星期日10:00－11:00 |
| ------------------------------------- | -------------------------------------------- | --------------------------------- |
|                                       | 貯金大冒險 （2007年5月13日－2007年12月2日）  |                                   |
| KERORO軍曹（第67集）                  | 多啦A夢時光機                                |                                   |
| 無綫電視翡翠台 星期日07:30－08:00     |                                              |                                   |
| 至NET奇兵（第27-52集）                | 貯金大冒險 （2008年10月12日－2009年10月4日） | N/A                               |
| 無綫電視高清翡翠台 星期日07:30－08:00 |                                              |                                   |
| 至NET奇兵（第27-52集）                | 貯金大冒險 （2008年10月12日－2009年10月4日） | N/A                               |